# Cementerio de la Soledad
El cementerio de Nuestra Señora de la Soledad es un camposanto situado en el municipio español de Huelva, en la provincia homónima, comunidad autónoma de Andalucía. El recinto se encuentra ubicado al norte de la ciudad y fue levantado en la primera mitad del siglo XX.

## Características
El cementerio de la Soledad fue inaugurado en 1928, aunque el proyecto original data de 1907. Vino a sustituir al cementerio de San Sebastián, que desde mediados del siglo XIX había acogido los enterramientos de la ciudad. La estructura del camposanto es de forma semicircular, dividida en anillos sucesivos, fragmentados en seis sectores y nichos en todo el perímetro del muro de cerramiento. Una parte del recinto está reservada para el cementerio civil y otra para el cementerio británico.